# Pepón Nieto
Pour les articles homonymes, voir Nieto.
Pepón Nieto, né le 20 janvier 1967 à Estepona, en Andalousie, est un acteur espagnol.

## Biographie
Pepón Nieto commence sa carrière comme acteur en 1993 dans un épisode de la série télévisée d'Antena 3 Farmacia de guardia. Il est apparu dans d'autres séries télévisées : Periodistas, La vida de Rita ou Los hombres de Paco où il était l'un des principaux acteurs .
Il a aussi joué des pièces de théâtre et des films. Il a interprété des rôles dans des pièces comme Las Mocedades del Cid ; El arrogante español de Lope de Vega; Don Juan Tenorio ou Le Dîner de cons.

## Filmographie

### Cinéma
- 1994 : Días contados
- 1995 : Morirás en Chafarinas
- 1995 : La boutique del llanto
- 1995 : Luismi
- 1996 : Asunto interno
- 1996 : Más que amor, frenesí
- 1997 : Cosas que dejé en La Habana
- 1997 : El tiempo de la felicidad de Manuel Iborra
- 1997 : Perdona bonita, pero Lucas me quería a mí de Dunia Ayaso et Félix Sabroso
- 1997 : Suerte
- 1998 : Los años bárbaros
- 1998 : El grito en el cielo
- 1998 : Allanamiento de morada
- 1999 : Pepe Guindo
- 2000 : Llombai
- 2002 : L'Amant bulgare d'Eloy de la Iglesia, Gildo
- 2002 : La marcha verde
- 2003 : ¡Descongélate!
- 2004 : Un día sin fin
- 2004 : È già ieri
- 2006 : Vecinos invasores (voix)
- 2007 : Chuecatown
- 2013 : Les Sorcières de Zugarramurdi d'Álex de la Iglesia
- 2015 : Mi gran noche d'Álex de la Iglesia
- 2017 : Perfectos desconocidos d'Álex de la Iglesia

### Télévision
- 2004 : Un, dos, tres (série télévisée) : Segis Taberner
- 2005-2010 : Los hombres de Paco de Daniel Écija et Álex Pina (série télévisée)
- 2019 : Et si c'était lui (Lejos de ti) (série télévisée) : Ramon
- 2020 : 30 Coins : Sargento Lagunas (Sargeant Lagunas)
- 2022 : Smiley de Guillem Clua (série télévisée) : Javier / Keena Mandrah

## Vie privée
Il fait son coming-out en 2016. 

## Vie publique
La ville d'Estepona lui rend un hommage officiel en 2018. 

## Récompenses et distinctions
Pepón Nieto reçoit plusieurs prix durant sa carrière : 
- Meilleur acteur au Festival de Toulouse pour Asuntos Internos[3] ;
- Premio Antoñita Colome de l'Asociación de Escritores Cinematográficos de Andalucía : meilleur acteur pour El tiempo de la felicidad ;
- Prix de l'Unión de Actores al Mejor Actor de Televisión pour Periodistas ;
- Premio Ercilla pour Le dîner de cons.